# Le Sort de l'Amérique
Pour plus de détails, voir Fiche technique et Distribution.
Le Sort de l’Amérique est un film documentaire québécois réalisé par Jacques Godbout, sorti en 1996. 

## Synopsis
Rencontre entre un documentariste, Jacques Godbout, et un dramaturge, René-Daniel Dubois, ce film présente l'évolution du projet du documentariste au contact du dramaturge. 
Comment regarder le sujet de la bataille des plaines d'Abraham aujourd'hui? La tension entre Anglais et Français définit-elle le Canada? Le 13 septembre 1759, James Wolfe et le Marquis de Montcalm s’affrontent sur les plaines d’Abraham à Québec. L’issue de la bataille, avec la mort des deux généraux et la victoire de l’Angleterre, scelle le sort de la Nouvelle-France et inaugure la cohabitation des deux solitudes qui donneront naissance au pays.  
Le film retrace deux prétendus descendants directs des généraux, soit Andrew Wolfe Burrough, journaliste à la BBC, et le Baron Georges Savarin de Marestan, qui reconstruit le domaine de Saint-Véran en France. Il leur laisse dire la place qu'occupe leur prétendu ancêtre dans leur identité. À la fin, les deux hommes s'échangent des paroles cordiales.
Il a été depuis prouvé que le  nom de Georges Savarin de Marestan était Georges Savarin, né en 1941 à Paris. Il n'est donc pas lié directement à Louis-Joseph de Montcalm. Ce n'est  qu'en 1971 que cette branche des Savarin a relevé le patronyme de Marestan qu'elle avait perdu à la Révolution. Un membre cette famille savarin de marestan avait épousé une Montcalm au début du XVIIIe siècle.
La relativité de pensée du dramaturge sème un doute sur la solidité des croyances du documentariste. L'Histoire serait-elle aussi une œuvre imaginaire?

## Fiche technique
- Titre : Le Sort de l'Amérique
- Réalisation : Jacques Godbout
- Scénario : Jacques Godbout, René-Daniel Dubois, Philippe Falardeau et Louise Leroux
- Musique : François Dompierre
- Photographie : Daniel Jobin
- Montage : Monique Fortier
- Production : Éric Michel
- Société de production : Office national du film du Canada
- Société de distribution : K Films (France)
- Pays :  Canada
- Genre : Documentaire
- Durée : 81 minutes
- Dates de sortie : 
  -  France : 16 avril 1997

## Distribution
Les participants au documentaire sont des insulaires :
- René-Daniel Dubois : Lui-même
- Jacques Godbout : Narrateur
- Andrew Wolfe-Burroughs : Lui-même, descendant de Wolfe
- George Savarin de Marestan : Lui-même
- Harold Klepak : Lui-même, historien
- Camille Gosselin : Lui-même, historien
- Laurier L. Lapierre : Lui-même, auteur

## Distinctions
- 1997 : Prix du Meilleur réalisateur à Jacques Godbout au Hot Docs de Toronto[2]